# 小行星1371
小行星1371（1371 Resi）是一颗围绕太阳公转的小行星。1935年8月31日，卡爾·威廉·萊茵姆特在海德堡发现了此天体。
該小行星以發現者的熟人蕭布夫人（Schaub）的表弟命名。
这颗小行星的绝对星等为103.5085996794003等。